# جينيستا صبغية
الجينيستا الصبغية (باللاتينية: Genista tinctoria) نوع نباتي يتبع جنس الجينيستا من الفصيلة البقولية.

## الموئل والانتشار
موطنها بلاد الشام وتركيا ومعظم مناطق أوروبا.

## مرادفات للاسم العلمي
- (باللاتينية: Cytisus tinctoria (L.) Vis.)
- (باللاتينية: Genista alpestris Bertol.)
- (باللاتينية: Genista anxantica Ten.)
- (باللاتينية: Genista borysthenica Kotov)
- (باللاتينية: Genista campestris Janka)
- (باللاتينية: Genista donetzica Kotov)
- (باللاتينية: Genista elata Wender.)
- (باللاتينية: Genista elatior W. D. J. Koch)
- (باللاتينية: Genista humilis Ten.)
- (باللاتينية: Genista hungarica A. Kern.)
- (باللاتينية: Genista lasiocarpa Spach)
- (باللاتينية: Genista mantica Pollini)
- (باللاتينية: Genista marginata Besser)
- (باللاتينية: Genista mayeri Janka)
- (باللاتينية: Genista oligosperma (Andrae) Simonk.)
- (باللاتينية: Genista ovata Waldst. & Kit.)
- (باللاتينية: Genista patula M. Bieb.)
- (باللاتينية: Genista perreymondii Loisel.)
- (باللاتينية: Genista ptilophylla Spach)
- (باللاتينية: Genista pubescens Láng)
- (باللاتينية: Genista rupestris Schur)
- (باللاتينية: Genista sibirica L.)
- (باللاتينية: Genista tanaitica P. A. Smirn.)
- (باللاتينية: Genista tenuifolia Loisel.)
- (باللاتينية: Genista virgata Willd.)
- (باللاتينية: Genistoides elata Moench, nom. illeg.)
- (باللاتينية: Genistoides tinctoria (L.) Moench)
- (باللاتينية: Genista tinctoria subsp. oligosperma Andrae)
- (باللاتينية: Genista tinctoria var. campestris (Janka) Morariu)
- (باللاتينية: Genista tinctoria var. oligosperma Andrae)

## معرض صور

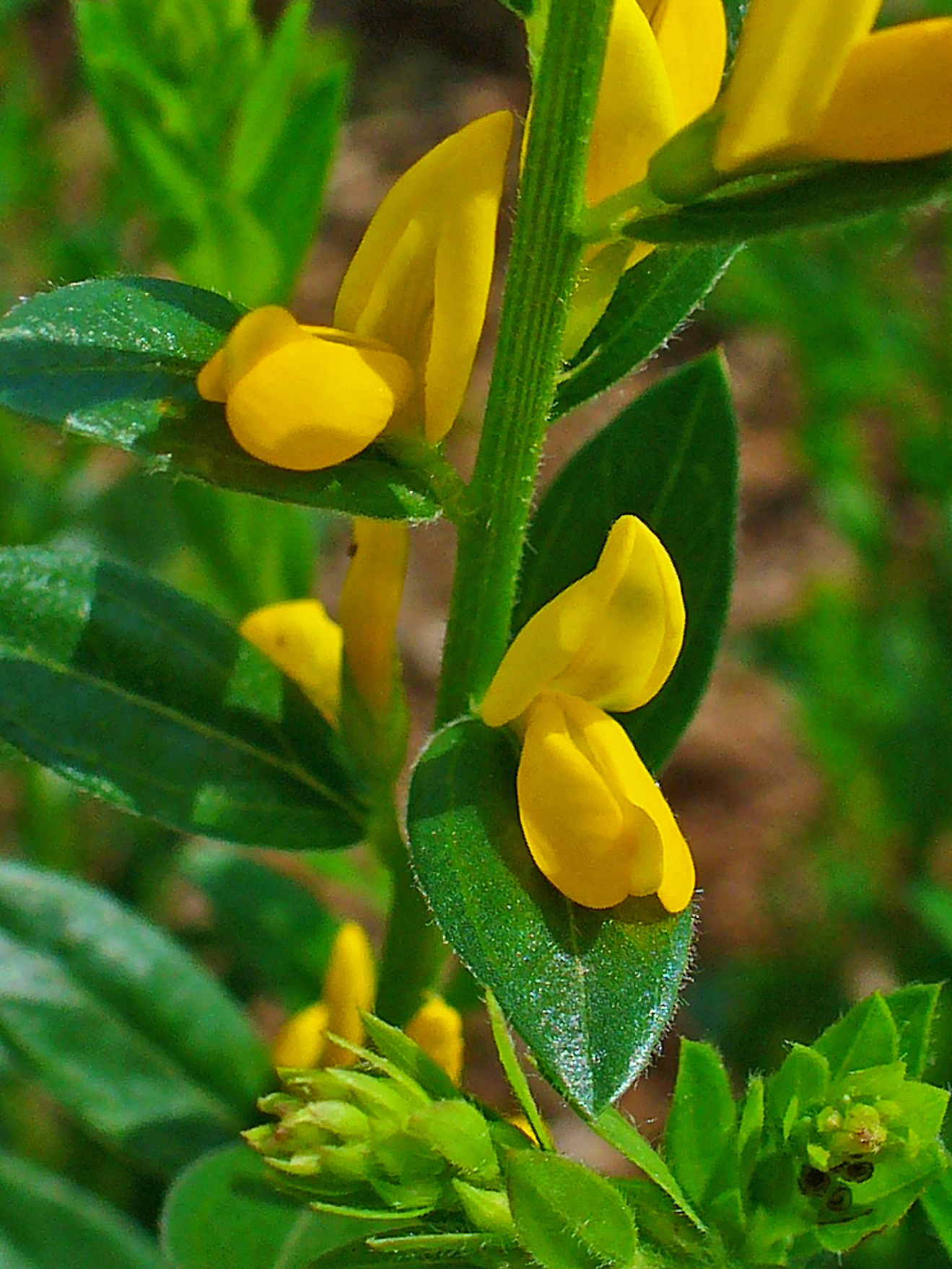
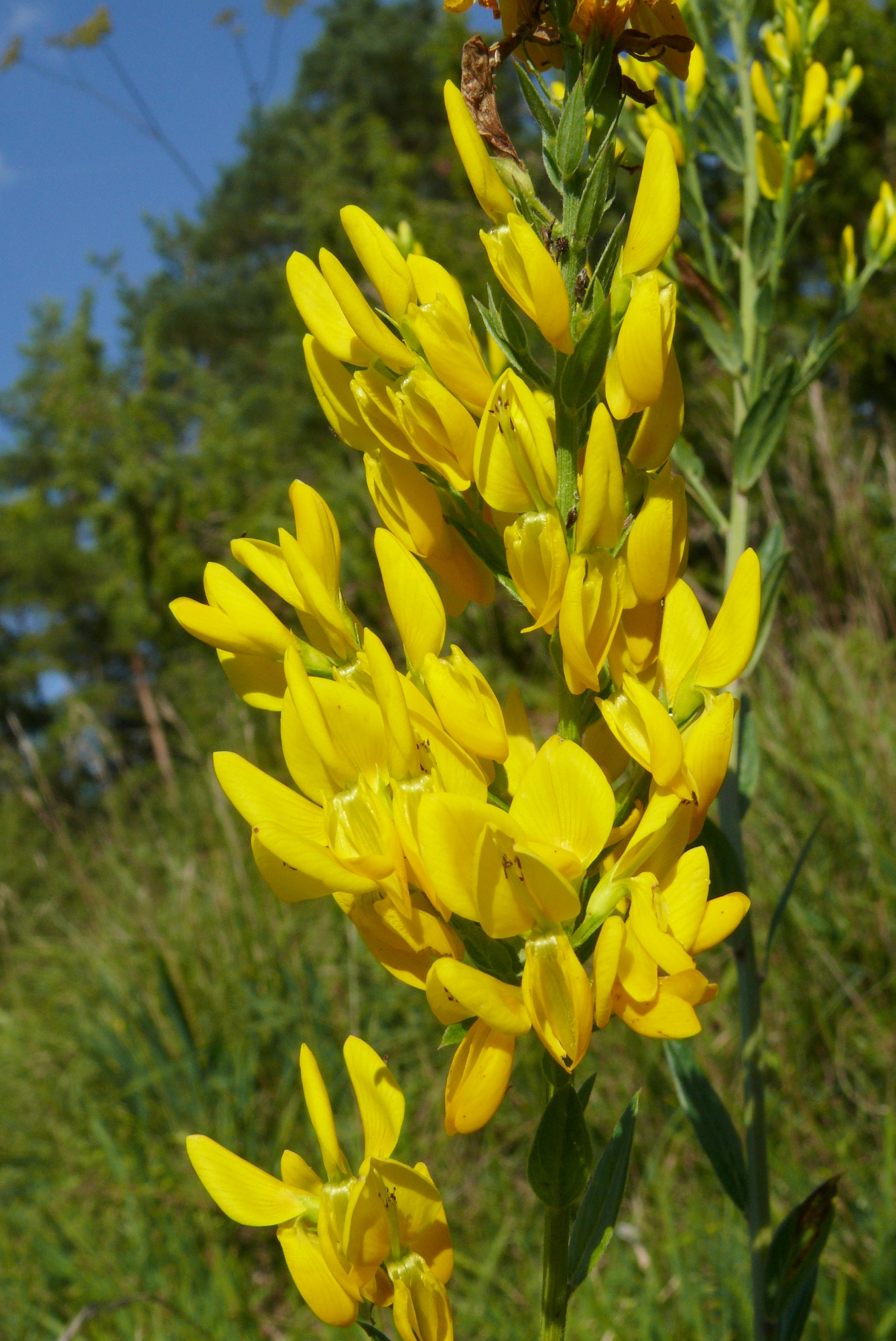
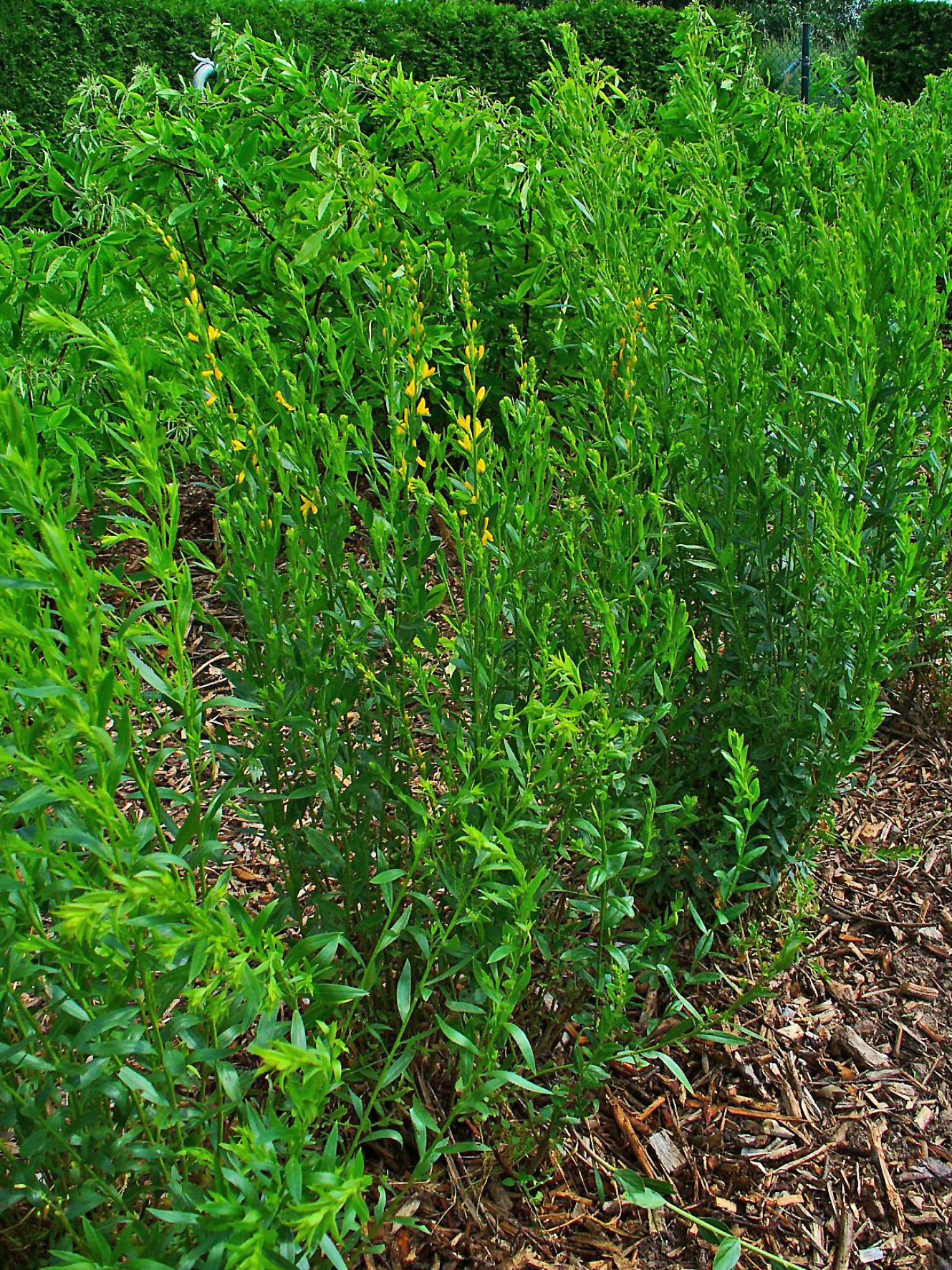